# Karl Commerell
Karl Commerell (* 17. Juni 1875 in Höfen an der Enz; † 19. Januar 1945 ebenda) war ein württembergischer Unternehmer und Landtagsabgeordneter.

## Leben
Commerells Eltern waren der Unternehmer und Landtagsabgeordnete Karl Gustav Adolf Commerell und dessen Frau Anna Maria geb. Klumpp. Er besuchte das Gymnasium in Pforzheim und die höhere Handelsschule in Stuttgart. Er unternahm mehrere größere Auslandsreisen und machte eine Bankausbildung. Nach dem Einjährig-Freiwilligendienst wurde er 1899 Prokurist und 1903 Teilhaber des elterlichen Sägewerk-Betriebs, den er 1904 nach dem Tod des Vaters ganz übernahm. Am Ersten Weltkrieg nahm Commerell als Rittmeister teil.
Wie sein Vater gehörte auch Karl Commerell der württembergischen Deutschen Partei an. Ab 1918 war er Mitglied der Deutschen Demokratischen Partei. Er gehörte dem Bezirksrat von Neuenbürg und 39 Jahre lang dem Gemeinderat von Höfen an und engagierte sich in der Verbandsarbeit der Holzindustrie. Seit 1933 war er Mitglied der Handelskammer Rottweil.
Commerell gehörte von 1912 bis 1918 der Württembergischen Kammer der Abgeordneten als Abgeordneter für Neuenbürg an. Nach dem Ersten Weltkrieg war er von 1919 bis 1920 Mitglied der Württembergischen Verfassunggebenden Landesversammlung.

## Ehrungen
- Ehrenbürger von Höfen